# ブルクジン
ブルクジン (ドイツ語:  Burgsinn) は、ドイツ連邦共和国バイエルン州ウンターフランケン行政管区のマイン＝シュペッサルト郡に属す市場町である。

## 地理

### 位置
この町はマイン＝シュペッサルト地方（ヴュルツブルクに隣接する郡）に位置している。町内の最高地点はローラー・ヘーエの海抜 509 m、最低地点はジン川沿いの海抜 174 m である。

### 自治体の構成
この町は、以下のオルツタイル（行政上の地区）からなる。
- ブルクジン
- トロッケンバッハスホーフ

ゲマルクング（登記上の地区区分）はブルクジンだけである。

### 隣接する市町村
| アウラ・イム・ジングルント | ミッテルジン | フォルスト・アウラ*                                                                         |
| フェレン                   |              | オーメルツ・ウント・ローター・ベルク* ヴァルトマンスロート （ともにバート・キッシンゲン郡） |
| ヘルンヴァルト*            | リーネック   | グレーフェンドルフ                                                                          |

- 地名の後に「*」があるのは市町村に属さない地区を示す。
- 郡名が明記されていない市町村、地区はいずれもマイン＝シュペッサルト郡に属す。

## 地名

### 語源
元来の名称 Sinna の基礎語は、この町を流れるジン川に由来する。この町はかつてニーダージンと呼ばれていたが、これは近隣の村オーバージンやミッテルジンと区別するために、谷での位置関係に基づいてつけられたものであった。

### 古い表記
この町は、様々な古地図や史料に以下のような表記で記されている。
| - 1001年 Sinna - 1303年 Sinne - 1317年 Synne - 1319年 Burgsinne | - 1339年 Borgsinn - 1346年 Nydern Sinne - 1467年 Burgsynn - 1695年 Burgsinn |

## 歴史

### 自治体形成まで
ブルクジンで発見された、新石器時代（紀元前2000年頃）に作られた石斧は、この町の町域にヒトが住んでいた最も古い証拠である。812年のフルダ修道院の文書にジンガウ („Sinnahgeuue“) という記述がある。1001年に、当時ヴュルツブルク司教領であったこの集落の存在を示す最初の文献記録が遺されている。部族大公の時代、この集落はフランケン大公領に属した。1303年に領邦境の Sinna要塞の守備兵として、"Gotzo, Aplo et Her (mannus)de Sinne" と名前が挙げられている。1334年に皇帝ルートヴィヒ4世は、"dem Dorf zu Synne" に「永続的な」市場開催権を授与した。1338年にディーツ・フォン・テュンゲンが Sinna の城と村の世襲の城吏および領主となった。ディーツ・フォン・テュンゲンの息子ヴィルヘルムは、1405年に1万グルデンでブルクジンとそれに付随する全ての領主権を獲得した。
1804年時点でブルクジンとツァイトロフス、それに付随するエッカルツ、トリューベンブルン、ルプボーデン、ロスバッハ、ヴァイセンバッハ、デッター、ハイリヒクロイツ、フェルカースライター、ディットロフスローダ、ヴァイケルスグリューベン、グレーフェンドルフ、ヘリヒは、テュンゲン男爵の統治下に属していた。これらは、ヴュルツブルク侯領グミュンデン管区（ラントゲリヒツおよびレントアムツベツィルク・グミュンデン）のバイエルン選帝侯領における飛地として存在した。
ブルクジンは1808年にテュンゲン家の世襲領として、ヴュルツブルク大公国ヴォルフスミュンスター管区に編入された。テュンゲン男爵家ルッツ家系の町長はハインリヒ・アルスハイマーとフリードリヒ・ハイルマンであった。アンドレアス家系の町長はゲオルク・ケーラーとヨハン・シュミットであった。教師はヨハン・デュンケルであった。当時は毎週月曜日にブルクジンからヴュルツブルクへ、ヴュルツブルクからブルクジンへの使いが行き来していた。ヴュルツブルクでは「ゴルデナー・シフ」が宿駅として使われた。
1814年6月3日のパリ条約に従って、ブルクジンは、1814年6月にヴュルツブルク大公国とともにバイエルン王国領となった。
バイエルンの行政改革に伴う自治体令によって1818年に現在の自治体が形成された。

### 行政史
1862年にベツィルクスアムト・ゲミュンデン・アム・マインが創設され、ブルクジンはその管轄下に置かれた。ベツィルクスアムト・ゲミュンデンは、1872年にベツィルクスアムト・ロール・アム・マインに統合された。1902年にベツィルクスアムト・ゲミュンデンが再び新設された。1939年にドイツ国全土で「ラントクライス」（郡）という名称が使われることとなった。ブルクジンはゲミュンデン・アム・マイン郡の27市町村の1つとなった。ゲミュンデン・アム・マイン郡の廃止に伴い、ブルクジンは1972年7月1日に新設されたミッテルマイン郡に編入された。この郡は10か月後に現在の名称であるマイン＝シュペッサルト郡と改名された。

## 住民

### 宗教
ブルクジンの聖ミヒャエル教区は、ヴュルツブルク司教区カールシュタット首席司祭区に属す。「ジンタール聖堂」とも呼ばれるカトリックの教区教会は、1955年に福音主義ルター派の三位一体教会が完成するまでブルクジンのカトリック信者と福音主義信者の共同の教会であった。
1938年11月のユダヤ人排斥運動（水晶の夜）でユダヤ教のシナゴーグは冒涜され、1942年に最後までこの町に残っていたユダヤ人たちが逮捕され、殺害された。

### 人口推移
1988年から2018年までの間にこの町の人口は、2,682人から2,366人にまで減少した。減少人数は316人、減少率は 11.8 % であった。

## 行政

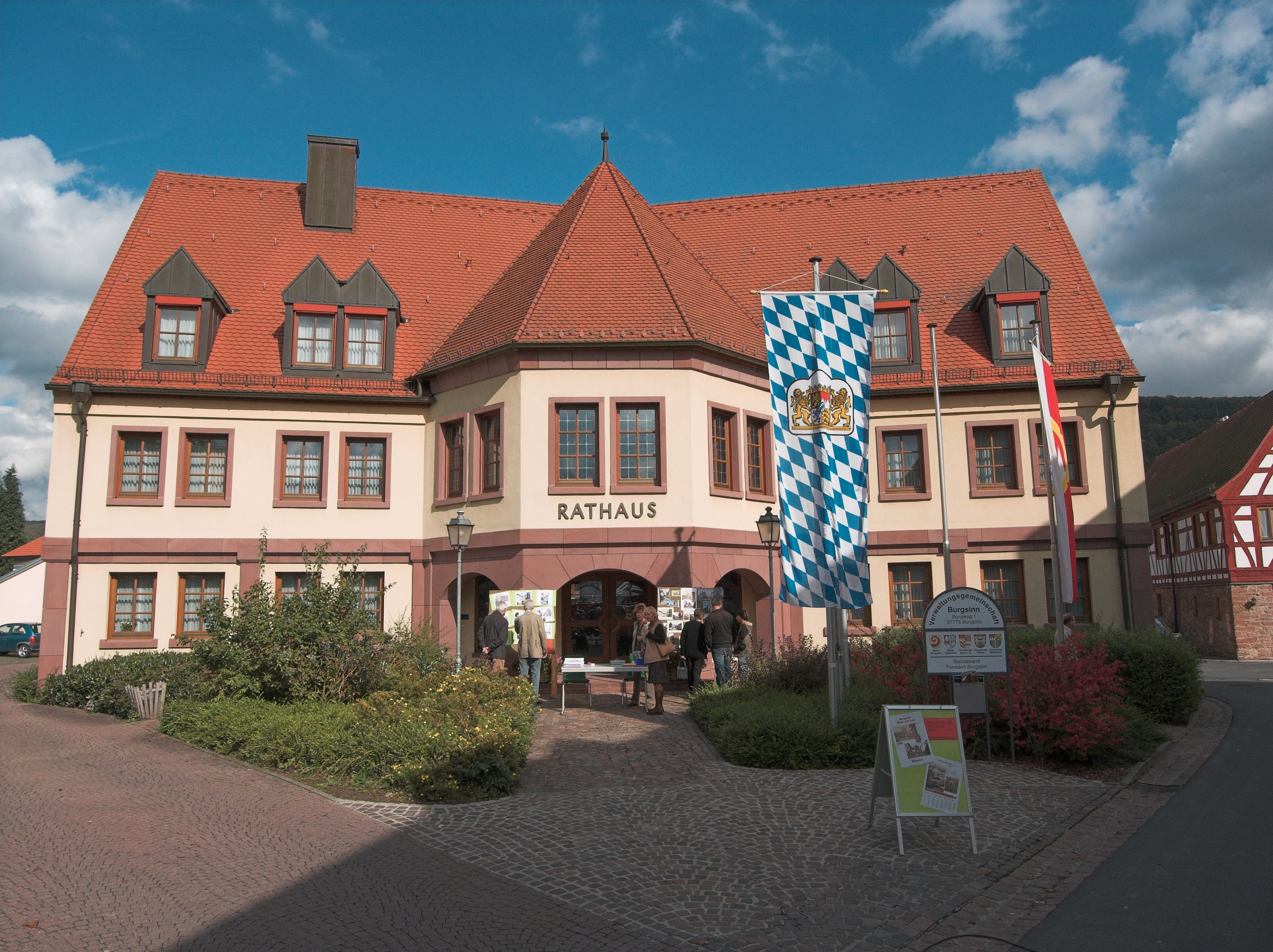
ブルクジンの町役場

### 首長
この町の町長は、2014年5月からローベルト・ヘーロルト (Bürgerliste Burgsinn) が務めている。彼は2020年3月15日の選挙で、69.00 % の票を獲得して再選された。

### 紋章
図柄: 金地に赤い雄羊の角。

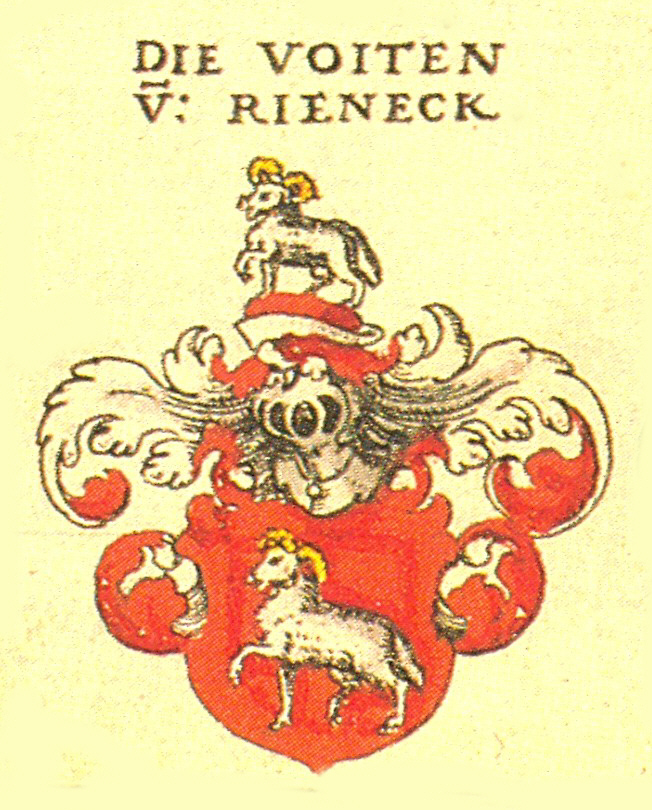
ヴォイト・フォン・リーネック家の紋章

雄羊の角は、ともにブルクジンの歴史に緊密に関係しているテュンゲン男爵家やリーネック伯家の紋章から採られたものではない。リーネック家のローテンフェルス家系が1333年に断絶した際、この家が所有していたブルクジン城のレーエンの半分がヴュルツブルクに返還された。1405年にテュンゲン男爵が城の全権をヴュルツブルクから購入した。長年にわたってリーネック家の代官を務めていたヴォイト・フォン・リーネック家は、15世紀以降もミッテルジンのツェーント（十分の一税区）およびゲリヒト（裁判権が及ぶ支配地）の一部の所有者として存続した。1630年にマインツ選帝侯がテュンゲン家に対する処罰を断行した際、リーネック伯家は既に16世紀前半に断絶しており、ブルクジンのゲリヒトはリーネックの管財人によって維持された。1697年にテュンゲン家がブルクジンに再び戻ってきた後、町は他の様々な取り決めとともに、「古い村の印章」を保持する確約を得た。この印章がどのようなもので、いつの時代のものであるかは伝えられていないが、ヴォイト・フォン・リーネック家の紋章には雄羊が描かれおり、ブルクジンの紋章がヴォイト・フォン・リーネック家の紋章が簡略化されたものであるという確率はかなり高い。

## 経済と社会資本

### 経済構造
公式統計によれば、2018年時点で働く社会保険支払い義務のある就労者は392人であった。このうち製造業に従事する者は138人、サービス業企業に勤める者は29人、公的・私的サービス業に従事する者は119人であったであった。また、この町に住む社会保険支払い義務のある就労者は1,025人であった。さらに2016年の統計では、391 ha の農業用地が存在していた。このうち 359 ha が牧草地/放牧地であった。

### 交通
ブルクジンは、高速鉄道ハノーファー - ヴュルツブルク線および通常の鉄道フリーデン - ゲミュンデン線の沿線に位置している。ブルクジン業務駅では両路線間の入れ替えが可能である。ブルクジントンネルもこの町にある。

### メディア
ブルクジンはバイエルン放送の送信所の所在地である。

### 医療
医療は、この町で開業している3軒の一般医、1軒の歯医者、1軒の薬局、2軒の精神治療医、さらにそれぞれ 30 km ほどの距離があるロール、カールシュタット、シュリュヒテルン、バート・ブリュッケナウの病院が担っている。これに加えてブルクジンにはバイエルン赤十字の救急ステーションがある。ここには救急車が配備されている。このステーションは24時間年中無休で稼働している。

### 教育
ブルクジンには以下の施設がある（1999年現在）:
- 幼稚園: 2019年の園児数は、定員92人に対して75人であった[8]。
- フォルクスシューレ: 基礎課程・本課程学校。2018/19年の学年で、教員数13人、生徒数181人であった[9]。

## 文化と見所

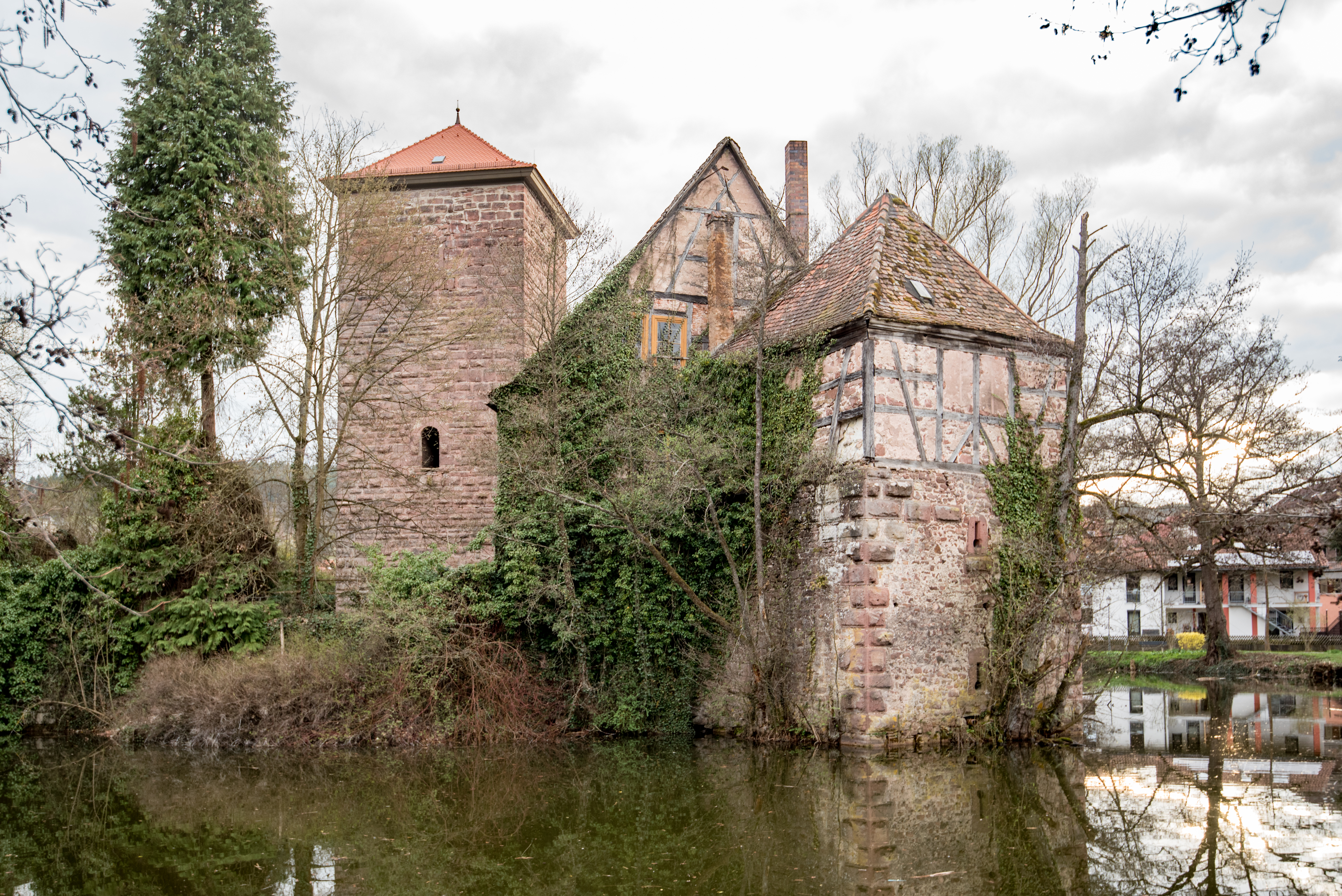
ブルクジンの旧城

### 見所
- アルテ・ブルク（旧城）。典型的な水城構造である。この城は、台形の平面図を持ち、4つの角それぞれに塔がある。城の入り口には高さ 22 m の巨大なベルクフリート（ドイツ語版、英語版）がある。その壁は辺の長さが 2.50 m、厚さは 2.60 m ある。塔の建設は12世紀である。他の建物は16世紀または17世紀に改築または新築された[10]。
- ノイエス・シュロス（新城）。テュンゲン家の城館で、1590年から1620年にジン川東岸の森の端にルネサンス様式で建設された[11]。
- ブルクジンの3つの城はフローホーファーの小城と呼ばれている。1607年にテュンゲン家によって、前当主の未亡人の館として建設された[12]。
- この街の景観を決定づけているネオバロック様式のカトリック聖ミヒャエル教区教会は1908年に先代の教会堂に替えて建設された。
- 福音主義の三位一体教会は、本堂とは離れた鐘楼を持つ。1952年から赤いマイン砂岩で建設された。カトリック教会の近くに建っている。

### レジャー
ブルクジンには比較的大きなプールがある。ここには飛び込み台（3 m と 5 ｍ）のある 50 m プール、ウォータースライダーがある非水泳プール、子供プールがある。2面のビーチバレーコートも付属している。町内には公園があり、ヴュルツブルクからブルクジンを経由してフルダに向かう自転車道が通っている。

### スポーツクラブ
地元の多くのスポーツクラブが、地元の人や休暇の客に活発な余暇活動の機会を提供している。以下のクラブは特に若年層の活動に力を入れている: ブルクジン釣りクラブ、SG 1920 ブルクジン、テニスクラブ 1970 ブルクジン e.V.。

### 音楽クラブ
ブルクジン男声合唱クラブおよび「ディー・レーニース」は全国的に知られている。